# قانون إلهي
القانون الإلهي (بالألمانية: Göttliches Recht، بالإنجليزية: Divine law، بالإيطالية: Legge di Dio) هو أي مجموعة من القوانين التي يُنظر إليها على أنها مستمدة من مصدر عال، مثل مشيئة الله أو الآلهة، يُنظر إلى القوانين الإلهية عادةً على أنها متفوقة على القوانين التي وضعها الإنسان، أحيانًا بسبب افتراض أن مصدرها يحتوي على موارد تتجاوز المعرفة البشرية والعقل البشري. قد يمنح المؤمنون بالقوانين الإلهية هذه القوانين سلطة أكبر من القوانين الأخرى، على سبيل المثال: افتراض أن القانون الإلهي لا يمكن تغييره من قبل السلطات البشرية.
غالبًا ما تنشأ صراعات بين المفاهيم العلمانية للعدالة أو الأخلاق والقانون الإلهي.
يتضمن القانون الديني، مثل القانون الكنسي، كل من القانون الإلهي والتفسيرات الإضافية، والامتدادات المنطقية، والتقاليد.